# Etablerade medier
| Etablerade medier |
| --- |
| En pressbutik i Las Vegas, 2008, med en mängd etablerade massmedietitlar. - Betydelse – de ledande och dominerande massmedierna - Motsatsord – alternativa medier - Relaterat begrepp – gammelmedia, mainstream |

Etablerade medier (engelska mainstream media) eller mainstream-medier, ibland förkortat MSM, är en huvudströmning eller ett övergripande flöde inom medielandskapet. De kännetecknas av stora distributionskanaler och utgör de medier som de flesta mediekonsumenter kommer i kontakt med. Begreppet följer i hög grad pressetiska regler. Begreppet används som kontrast till alternativa medier, vilka inte begränsar sig till uppfattningar och uttryckssätt som accepteras inom huvudströmningen i samhället. Alternativa medier har historiskt ibland kritiserat etablerade medier för att upprätthålla en åsiktskorridor.
Termen mainstream-medier syftar ofta på stora nyhetskonglomerat inom både tidningar och etermedier, oavsett om dessa kontrolleras av privata eller staliga intressen. I många länder genomgick dessa under 1990-talet successiva sammanslagningar, och i USA skedde de med koppling till de lagförändringar i Telecommunications Act of 1996 som president Bill Clinton genomförde på medieområdet. I början på 1980-talet ägdes 90 procent av massmedierna i USA av femtio företag. År 2017 ägdes 90 procent av massmedierna av sex företag. Den koncentration inom medieägandet som uppstod i USA efter lagändringen ses ibland som en hotande likriktning av vilka perspektiv som ges utrymme och presenteras för mediekonsumenterna. Därför har termen mainstream-medier (engelska: mainstream media) kommit till användning; begreppet används ofta nedsättande (bland annat i bloggosfären) i diskussioner omkring hur etablerade medier tar ensidig ställning i viktiga frågor.
I den nutida[när?] politiska debatten i USA används MSM för att beskriva massmedier som för vidare rådande tankar och åsikter i samhället. Den amerikanska politikern Sarah Palin har inom Tea party-rörelsen använt termen Lamestream media, med anledning av hur medier beskrivit rörelsen och hanterat konservativa frågor. I just denna betydelse använder svenska politiska debattörer ibland "traditionella medier", "gammelmedia" och "PK-media" som synonymer.
Filosofen Noam Chomsky menar att medieorganisationer med eliten som konsumenter har möjlighet att sätta tonen och innehållet för mindre nyhetsorganisationer som saknar resurser att rapportera egna nyheter. CBS News och The New York Times är exempel på sådana etablerade och inflytelserika företag. Detta "föredöme" medför att en elit sätter dagordningen för nyhetsrapporteringen och det samhälleliga samtalet som mindre nyhetsförmedlare sedan upprepar.

## Etymologi
"Mainstream-media" är ett begrepp som blir vanligare i svenska dags- och kvällstidningar först på 2010-talet Äldsta träffen i mediadatabasen Svenska Dagstidningar är dock redan från augusti 1986, då Dagens Nyheter skriver om Michael Parentis nyutkomna bok Inventing Reality. The Politics of the Mass Media, där man definierar "mainstream media" som "de stora TV-bolagen och de största tidningarna". Begreppet "etablerade medier" i sin tur dyker också upp första gången i Dagens Nyheter, men det sker redan drygt tio år  tidigare, i februari 1975 i efterspelet till IB-affären, där en av de två dömda journalisterna Peter Bratt citeras: "Det går inte längre att föra ut samhällskritik genom etablerade medier... ...det är mot den bakgrunden man måste se en tiding som Folket i Bild/Kulturfront."